# Робер, Алис
А́лис Робе́р (фр. Alice Roberts, также Алиса Робертс и Элис Робертс; 29 июля 1906 — 29 октября 1985) — бельгийская актриса кино.

## Биография
Наиболее известной ролью в недолгой актёрской карьере Алис Робер стала графиня Анна Гешвитц в «Ящике Пандоры» Георга Вильгельма Пабста. В этом классическом немом фильме актриса сыграла аристократку, влюблённую в главную героиню — Лулу (Луиза Брукс). Графиню называют в числе первых персонажей-лесбиянок в истории кино. По воспоминаниям Луизы Брукс, Робер была психологически не готова к тому, чтобы играть лесбиянку, и во время съёмок свадебной сцены (где по сценарию она должна была танцевать танго с Брукс) испытывала значительные трудности, которые ей помог преодолеть режиссёр Пабст.
Помимо «Ящика Пандоры», Робер сыграла ещё в нескольких фильмах, в основном, французского производства. Она скончалась в 1985 году от сердечного приступа.